# Escala logarítmica

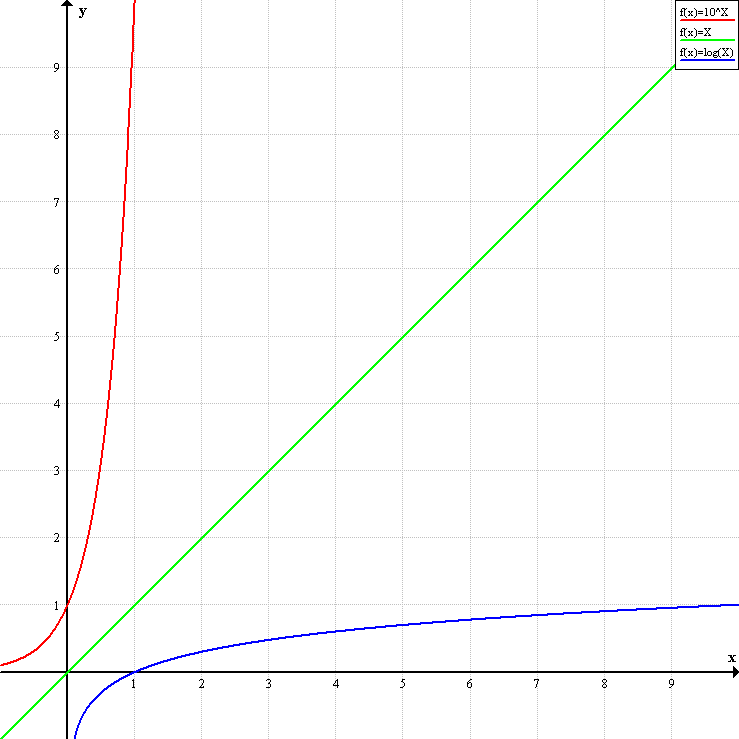
Gràfica lineal-lineal
Les gràfiques representades són:
i = x (verd), i = 10 ^{ x } (vermell), i = log (x) (blau).

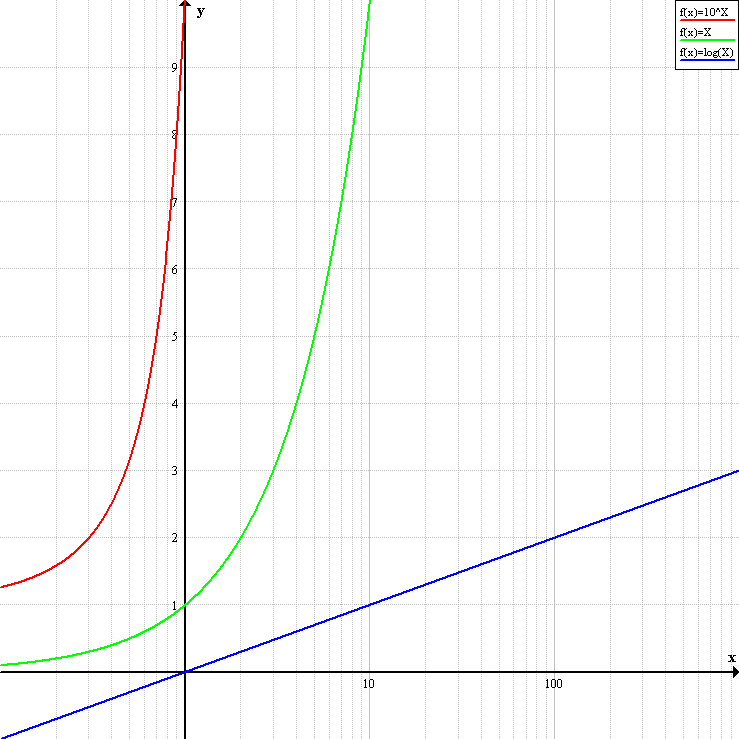
Gràfica lineal-logarítmica (semilogarítmic).
I = x (verd), i = 10 ^{ x } (vermell), i = log (x) (blau).

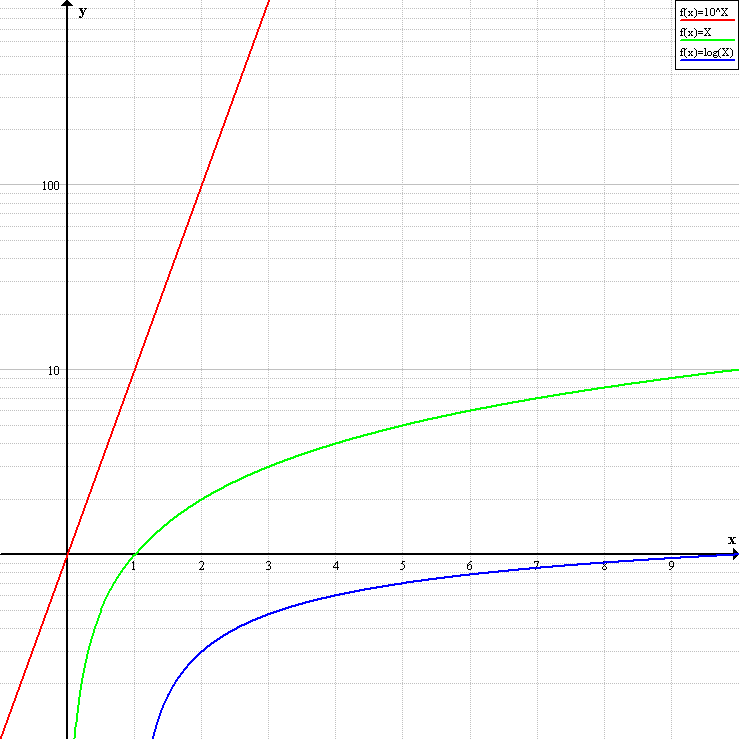
Gràfica logarítmica-lineal (semilogarítmic).
I = x (verd), i = 10 ^{ x } (vermell), i = log (x) (blau).

Gràfica doble logarítmica (o, simplement, logarítmica).
I = x (verd), i = 10 ^{ x } (vermell), i = log (x) (blau).

Una  escala logarítmica  és una escala de mesura que utilitza el logaritme d'una quantitat física en lloc de la mateixa quantitat.
Un exemple senzill d'escala logarítmica mostra divisions igualment espaiades en l'eix vertical d'un gràfic marcades amb 1, 10, 100, 1000, en comptes de 0, 1, 2, 3.
La presentació de dades en una escala logarítmica pot ser útil quan les dades cobreixen una àmplia gamma de valors - el logaritme els redueix a un rang més manejable. Alguns dels nostres sentits funcionen de manera logarítmica (llei de Weber-Fechner), el que fa especialment apropiades les escales logarítmiques per a representar aquestes quantitats. En particular, el nostre sentit de l'oïda percep quocients iguals de freqüències com a diferències iguals en el to. A més, els estudis en nens petits i en tribus aïllades han demostrat que les escales logarítmiques poden ser la manera més natural de representar els nombres per part dels éssers humans.

## Unitats d'informació
- Bit [log 2]
- Byte 8 [log 2] = [log 256]
- nat [log i]
- ven [log 10]

## Unitats de la força relativa d'un senyal
- Bel [log 10]
- Decibels 0,1 [log 10]
- Neper [log i]

## Escala
- Ordre de magnitud
- Dècada

## Aplicacions
- Octava
- PH
- Escala de Richter